# Coppa Italia Dilettanti Trentino-Alto Adige
La Coppa Italia Dilettanti Trentino-Alto Adige è il massimo torneo  calcistico a eliminazione diretta della regione Trentino-Alto Adige. La prima edizione venne svolta nella stagione 1991-92, la squadra vincitrice ha diritto a partecipare alla fase nazionale della Coppa Italia Dilettanti. Prevede la partecipazione delle 16 squadre di Eccellenza e delle 32 di Promozione ovvero le squadre di 1º e 2º livello regionale.

## Formula
Fino alla stagione 2011-12 le 48 squadre venivano divise in 16 triangolari su base geografica. Le vincitrici entravano nella fase ad eliminazione diretta (ottavi, quarti, semifinali e finale). Ottavi e quarti erano a gara unica in casa della squadra designata dal sorteggio, le semifinali ad andata e ritorno, la finale in gara unica in campo neutro (solitamente ad inizio dicembre, la coppa del Trentino-Alto Adige era la prima a concludersi fra le 19 coppe regionali). La vincente approdava alla fase nazionale.
Dalla stagione 2012-13 la Coppa Italia Eccellenza/Promozione del Trentino Alto Adige ha cambiato formula. I due Comitati Provinciali fanno due tornei separati (con formule decise anno per anno in base al numero di squadre) e le 2 squadre vincitrici (a condizione che militino in Eccellenza) disputano la finale regionale. La vincente di questa finale approda alla fase nazionale.
La stagione 2020-2021 è stata annullata a causa del COVID-19, mentre la stagione successiva risente delle decisioni post-COVID, di portare le squadre di Eccellenza da 16 a 18 e di dividere le squadre di Eccellenza e di Promozione in due coppe di categoria.

## Albo d'oro
| Stagione  | Vincitrice            | Finalista          | Risultato              | Luogo         | Coppa Italia Dilettanti |
| --------- | --------------------- | ------------------ | ---------------------- | ------------- | ----------------------- |
| 1991-1992 | Naturns               |                    |                        |               | 1º Turno                |
| 1992-1993 | Arco                  |                    |                        |               | 1º Turno                |
| 1993-1994 | Sankt Martin Passeier | Fiavé              | 3-1 d.c.r.             |               | 1º Turno                |
| 1994-1995 | Condinese             | Salurn             | 4-0                    |               | 1º Turno                |
| 1995-1996 | Rovereto              | Villazzano         | 4-3 d.c.r.             |               | 1º Turno                |
| 1996-1997 | Bolzano               | Mezzocorona        | 3-2 d.t.s.             |               | Quarti di Finale        |
| 1997-1998 | Benacense 1905        | Salurn             | 2-0                    |               | 1º Turno                |
| 1998-1999 | Bolzano               | Condinese          | 2-0                    |               | 1º Turno                |
| 1999-2000 | Bolzano               |                    |                        |               | [ 2 ]                   |
| 2000-2001 | Comano Terme Fiavè    | Mezzocorona        | 1-0                    | Trento        | Quarti di Finale        |
| 2001-2002 | Condinesettaurense    | Mezzocorona        | 1-0                    | Aldeno        | 1º Turno                |
| 2002-2003 | Bolzano               | Comano Terme Fiavé | 5-4 d.c.r.             |               | 1º Turno                |
| 2003-2004 | Arco                  | Porfido Albiano    | 1-1 d.t.s.; 6-4 d.c.r. |               | 1º Turno                |
| 2004-2005 | Vallagarina           | Alta Vallagarina   | 1-0 d.t.s.             | Rovereto      | 1º Turno                |
| 2005-2006 | Alta Vallagarina      | Merano             | 2-1                    | Mezzocorona   | 1º Turno                |
| 2006-2007 | Sankt Georgen         | Condinese          | 1-0                    | Trento        | 1º Turno                |
| 2007-2008 | Alense                | Stegen             | 1-0 d.t.s.             | Salorno       | 1º Turno                |
| 2008-2009 | Obermais              | Dro                | 3-2                    | Trento        | 1º Turno                |
| 2009-2010 | Bolzano               | Levico             | 2-1                    | Trento        | Semifinale              |
| 2010-2011 | Fersina Perginese     | Salurn             | 0-0 d.t.s.; 4-3 d.c.r. | Trento        | 1º Turno                |
| 2011-2012 | Fersina Perginese     | Neugries Bozen     | 4-0                    | Mezzocorona   | Quarti di Finale        |
| 2012-2013 | Comano Terme Fiavè    | Brixen             | 1-1 d.t.s.; 4-2 d.c.r. | Mezzocorona   | 1º Turno                |
| 2013-2014 | Mori Santo Stefano    | Sankt Georgen      | 5-3                    | Bolzano       | 1º Turno                |
| 2014-2015 | Sankt Georgen         | Calciochiese       | 2-0                    | Lavis         | 1º Turno                |
| 2015-2016 | Virtus Bolzano        | Mori Santo Stefano | 1-1 d.t.s., 5-4 d.c.r. | Laives        | 1º Turno                |
| 2016-2017 | Trento                | Eppan              | 4-0                    | Mezzolombardo | 1º Turno                |
| 2017-2018 | Sankt Georgen         | Benacense 1905     | 3-0                    | Laives        | Vincitore               |
| 2018-2019 | Dro                   | Tramin             | 2-0                    | Trento        | 1º Turno                |
| 2019-2020 | Trento                | Sankt Georgen      | 2-0                    | Laives        | [ 3 ]                   |
| 2020-2021 | [ 3 ]                 | [ 3 ]              | [ 3 ]                  | [ 3 ]         | [ 3 ]                   |
| 2021-2022 | Virtus Bolzano        | Mori Santo Stefano | 3-2                    | Laives        | 1º Turno                |
| 2022-2023 | Lavis                 | Sankt Pauls        | 2-1                    | Mezzolombardo | Quarti di Finale        |
| 2023-2024 | Obermais              | Levico             | 1-0                    | Laives        | 1º Turno                |
| 2024-2025 | Brixen                | Levico             | 2-0 d.t.s.             | Trento        | 1º Turno                |

### Coppe Provinciali

#### Albo d'oro Coppa Trentino
| Stagione  | Vincitrice         | Finalista          | Risultato              | Luogo          |
| --------- | ------------------ | ------------------ | ---------------------- | -------------- |
| 2012-2013 | Comano Terme Fiavè | Levico             | 2-2 d.t.s.; 6-4 d.c.r. | Trento         |
| 2013-2014 | Mori Santo Stefano | Borgo              | 1-0 d.t.s.             | Trento         |
| 2014-2015 | Trento             | Castelsangiorgio   | 3-0                    | Rovereto       |
| 2015-2016 | Trento             | Mori Santo Stefano | 3-2                    | Rovereto       |
| 2016-2017 | Trento             | Comano Terme Fiavè | 2-0                    | Arco           |
| 2017-2018 | Rotaliana          | Mori Santo Stefano | 1-0                    | Trento         |
| 2018-2019 | Dro                | Lavis              | 3-1 d.t.s.             | Riva del Garda |
| 2019-2020 | Trento             | Mori Santo Stefano | 6-1                    | Lavis          |
| 2020-2021 | [ 3 ]              | [ 3 ]              | [ 3 ]                  | [ 3 ]          |
| 2021-2022 | Mori Santo Stefano | Anaune             | 2-2 d.t.s.; 6-4 d.c.r. | Lavis          |
| 2022-2023 | Lavis              | Mori Santo Stefano | 2-1                    | Ala            |
| 2023-2024 | Levico             | Benacense 1905     | 3-0                    | Mori           |
| 2024-2025 | Levico             | Vipo Trento        | 1-0 d.t.s.             | Lavis          |

#### Albo d'oro Coppa Alto Adige/Südtirol
| Stagione  | Vincitrice     | Finalista             | Risultato              | Luogo                         |
| --------- | -------------- | --------------------- | ---------------------- | ----------------------------- |
| 2012-2013 | Brixen         | Obermais              | 2-1 d.t.s.             | Bolzano                       |
| 2013-2014 | Sankt Georgen  | Sankt Martin Passeier | 3-2 d.t.s.             | Bolzano                       |
| 2014-2015 | Sankt Georgen  | Virtus Don Bosco      | 2-2 d.t.s.; 7-6 d.c.r. | Bolzano                       |
| 2015-2016 | Virtus Bolzano | Sankt Georgen         | 2-1                    | Bressanone                    |
| 2016-2017 | Eppan          | Ahrntal               | 1-0                    | Laives                        |
| 2017-2018 | Sankt Georgen  | Virtus Bolzano        | 0-0 d.t.s.; 5-3 d.c.r. | Bressanone                    |
| 2018-2019 | Tramin         | Obermais              | 3-0                    | Laives                        |
| 2019-2020 | Sankt Georgen  | Tramin                | 2-1                    | Bressanone                    |
| 2020-2021 | [ 3 ]          | [ 3 ]                 | [ 3 ]                  | [ 3 ]                         |
| 2021-2022 | Virtus Bolzano | Sankt Georgen         | 2-1                    | Bolzano                       |
| 2022-2023 | Sankt Pauls    | Bozner                | 3-1                    | Appiano sulla Strada del Vino |
| 2023-2024 | Obermais       | Sankt Pauls           | 3-0                    | Ora                           |
| 2024-2025 | Brixen         | Sankt Georgen         | 2-1                    | Campo di Trens                |